# Kabupaten Morowali Utara
Kabupaten Morowali Utara (engelska: North Morowali Regency) är ett kabupaten i Indonesien.   Det ligger i provinsen Sulawesi Tengah, i den centrala delen av landet, 1 700 km öster om huvudstaden Jakarta.